# Список аэропортов Барбадоса
Это список аэропортов Барбадоса.

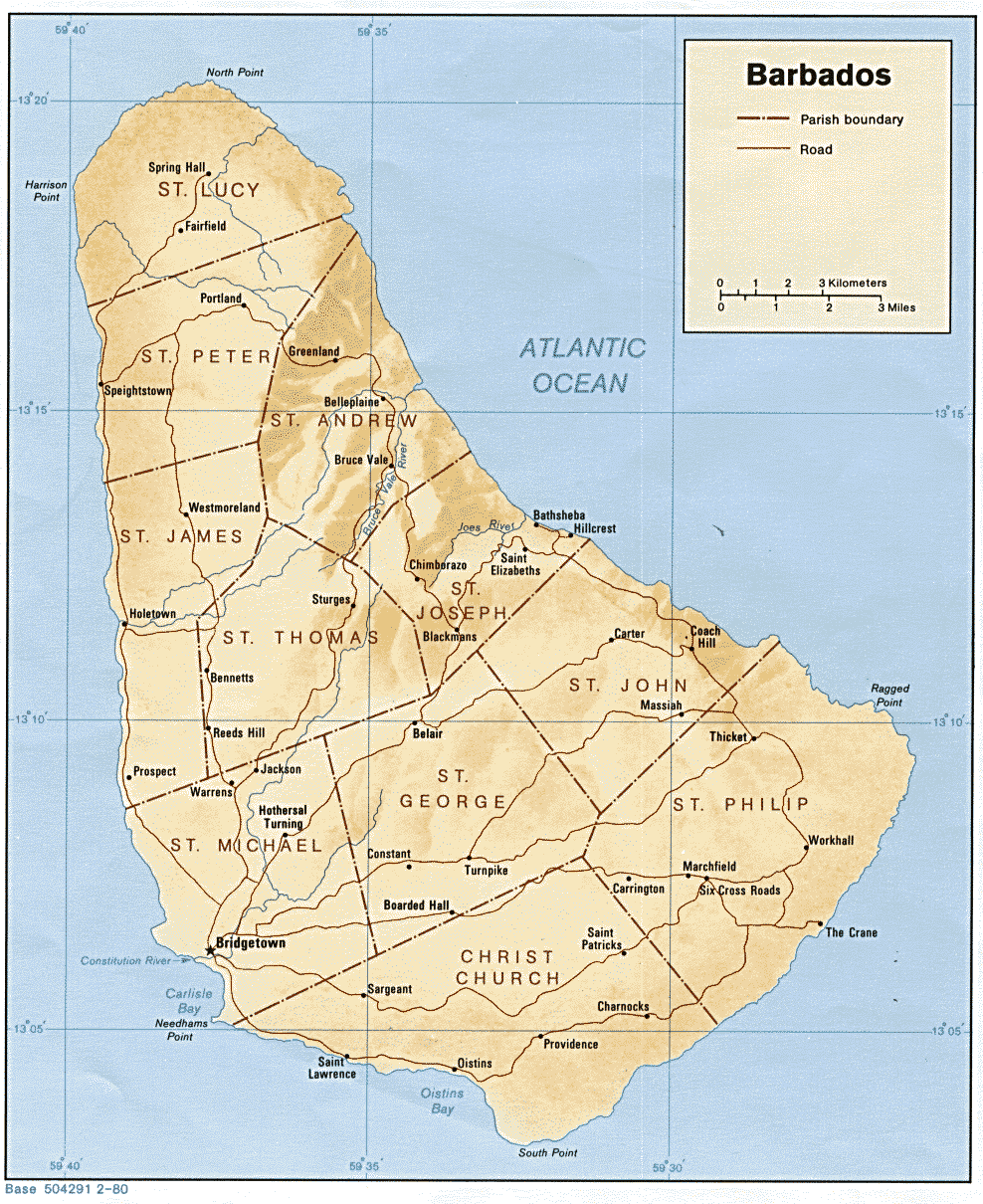
Карта Барбадоса

Барбадос, расположенный к востоку от Карибского моря, вест-индское континентальное островное государство в западной части Атлантического океана. Считается частью Малых Антильских островов. Его ближайшими островными соседями являются Мартиника, Сент-Люсия, Сент-Винсент и Гренадины на западе. К югу находится Тринидад и Тобаго, с которым Барбадос теперь разделяет официальную морскую границу, а также материковую часть Южной Америки. Бриджтаун — столица и крупнейший город Барбадоса.
На Барбадосе есть один аэропорт — Международный аэропорт Грантли Адамс, расположенный на южном побережье острова в Крайст-Чёрче.

## Аэропорты
Названия аэропортов, выделенные жирным шрифтом, указывают на то, что в аэропорту есть регулярные рейсы коммерческих авиакомпаний.
| Место расположения | Приход      | ИКАО | ИАТА | Название аэропорта                          | Координаты                       | Статус   |
| ------------------ | ----------- | ---- | ---- | ------------------------------------------- | -------------------------------- | -------- |
| Бриджтаун          | Крайст-Чёрч | TBPB | BGI  | Международный аэропорт имени Грэнтли Адамса | 13°04′29″ с. ш. 059°29′33″ з. д. | Работает |
| Бриджтаун          | Сент-Мишель | TBPO |      | Бриджтаун Хелипорт                          | 13°05′45″ с. ш. 059°37′07″ з. д. | Закрыт   |